# Unterseeboot UC-69
Pour les autres navires du même nom, voir Unterseeboot 69.
L'Unterseeboot UC-69 est un sous-marin (U-Boot) mouilleur de mines allemand de type UC II utilisé par la Kaiserliche Marine pendant la Première Guerre mondiale. Le U-boot a été commandé le 12 janvier 1916 et lancé le 7 août 1916. Il a été mis en service dans la marine impériale allemande le 22 décembre 1916 sous le nom de UC-69. Au cours de neuf patrouilles, l'UC-69 a coulé 54 navires, soit par ses torpilles, soit par les mines qu’il a posées. L'UC-69 a coulé après avoir été accidentellement éperonné par l'U-96 près de Barfleur le 6 décembre 1917. L’épave a été découverte accidentellement en novembre 2017 par le dragueur de mines de la marine néerlandaise Zr.Ms. Makkum qui cartographiait les fonds marins au large des côtes normandes françaises.

## Conception
Sous-marin de type UC II, l'UC-69 avait un déplacement de 415 tonnes en surface et de 498 tonnes en plongée. Il avait une longueur hors tout de 50,52 m, un maître-bau de 5,22 m et un tirant d'eau de 3,69 m. Le sous-marin était propulsé par deux moteurs diesel 6 cylindres à quatre temps produisant chacun 290 à 300 ch (210 à 220 kW), soit un total de 690 à 690 ch (430 à 440 kW), et par deux moteurs électriques produisant 690 ch (469 kW), actionnant deux arbres d'hélice.
Le sous-marin avait une vitesse maximale de 11,6 nœuds (21,5 km/h) en surface et de 7,3 nœuds (13,5 km/h) en immersion. Son autonomie était de de 8696 à 9450 milles marins (16940 à 17500 km) à 7 nœuds (13 km/h) en surface, et de 52 milles marins (96 km) à 4 nœuds (7,4 km/h) en immersion. Il lui fallait 48 secondes pour plonger, et il était capable d’opérer à une profondeur maximale de 50 mètres.
L'UC-69 était équipé de trois tubes lance-torpilles de 500 mm, un à l’arrière et deux à l’avant, avec sept torpilles, et d’un canon de pont de 8,8 cm SK L/30. Mais son arme principale était ses six puits de mine de 1000 mm portant dix-huit mines UC 200. Son effectif était de vingt-six membres d’équipage.

## Affectations
- Flottilles des Flandres / Flandern II : du 6 mars au 6 décembre 1917

## Commandants
- Kapitänleutnant Erwin Waßner : du 23 décembre 1916 au 8 août 1917
- Oberleutnant zur See Hugo Thielmann : du 9 août au 6 décembre 1917

## Navires coulés
| Date              | Nom                   | Nationalité      | Tonnage | Destin    |
| ----------------- | --------------------- | ---------------- | ------- | --------- |
| 12 mars 1917      | HMS Skate             | Royal Navy       | 975     | Endommagé |
| 25 mars 1917      | Huntleys              | United Kingdom   | 186     | Coulé     |
| 25 mars 1917      | Mary Annie            | United Kingdom   | 154     | Coulé     |
| 26 mars 1917      | Norma                 | Suède            | 1443    | Coulé     |
| 27 mars 1917      | Aasta                 | Norvège          | 1146    | Coulé     |
| 27 mars 1917      | Grib                  | Norvège          | 1474    | Coulé     |
| 27 mars 1917      | Thracia               | United Kingdom   | 2891    | Coulé     |
| 28 mars 1917      | Katina                | Grèce            | 2464    | Coulé     |
| 29 mars 1917      | Morild I              | Norvège          | 1354    | Coulé     |
| 30 mars 1917      | Avanguardia           | Royaume d'Italie | 2703    | Coulé     |
| 30 mars 1917      | Britta                | Norvège          | 2061    | Coulé     |
| 31 mars 1917      | Farmand               | Norvège          | 1387    | Coulé     |
| 1 mai 1917        | Barreiro              | Portugal         | 1738    | Coulé     |
| 3 mai 1917        | Maria                 | Grèce            | 2754    | Coulé     |
| 3 mai 1917        | Polstad               | Norvège          | 2692    | Coulé     |
| 4 mai 1917        | Ilva                  | Royaume d'Italie | 2140    | Coulé     |
| 4 mai 1917        | Ioannis P. Goulandris | Grèce            | 3153    | Coulé     |
| 4 mai 1917        | Tromp                 | Norvège          | 2751    | Coulé     |
| 6 mai 1917        | Gurth                 | Norvège          | 1340    | Coulé     |
| 6 mai 1917        | Voss                  | Norvège          | 2390    | Coulé     |
| 7 mai 1917        | Leikanger             | Norvège          | 3544    | Coulé     |
| 7 mai 1917        | Tiger                 | Norvège          | 3,273   | Coulé     |
| 22 mai 1917       | Nann Smith            | Norvège          | 2093    | Coulé     |
| 12 juin 1917      | Alexandre             | France           | 697     | Coulé     |
| 14 juin 1917      | Hasting               | Suède            | 983     | Coulé     |
| 15 juin 1917      | Addah                 | United Kingdom   | 4397    | Coulé     |
| 16 juin 1917      | La Tour d’Agon        | France           | 125     | Coulé     |
| 17 juin 1917      | Marguerite VI         | France           | 862     | Endommagé |
| 19 juin 1917      | Béarn                 | France           | 1288    | Coulé     |
| 19 juin 1917      | Spind                 | Norvège          | 1174    | Coulé     |
| 20 juin 1917      | Katerina              | Grèce            | 3092    | Coulé     |
| 21 juin 1917      | E. T. Nygaard         | Danemark         | 1923    | Coulé     |
| 24 juin 1917      | Cabo Verde            | Portugal         | 2220    | Coulé     |
| 24 juin 1917      | Helma                 | Norvège          | 1,131   | Coulé     |
| 10 juillet 1917   | Kansan                | United States    | 7913    | Coulé     |
| 20 juillet 1917   | Kageshima Maru        | Japon            | 4697    | Coulé     |
| 23 juillet 1917   | Frithjof              | Norvège          | 1,389   | Coulé     |
| 24 juillet 1917   | Sir Walter            | United Kingdom   | 492     | Coulé     |
| 25 juillet 1917   | Baldwin               | Norvège          | 1,130   | Coulé     |
| 26 juillet 1917   | Bertha                | Portugal         | 107     | Coulé     |
| 26 juillet 1917   | Locksley              | Norvège          | 2487    | Coulé     |
| 26 juillet 1917   | Venturoso             | Portugal         | 290     | Coulé     |
| 28 juillet 1917   | Hildur                | Norvège          | 961     | Coulé     |
| 29 juillet 1917   | Gyldenpris            | Norvège          | 2667    | Coulé     |
| 10 août 1917      | War Patrol            | United Kingdom   | 2045    | Coulé     |
| 1 septembre 1917  | Erato                 | United Kingdom   | 2041    | Coulé     |
| 2 septembre 1917  | Ker Durand            | France           | 56      | Coulé     |
| 2 septembre 1917  | Rytonhall             | United Kingdom   | 4203    | Coulé     |
| 4 septembre 1917  | Sadi Carnot           | France           | 354     | Coulé     |
| 5 septembre 1917  | Alésia                | France           | 6006    | Endommagé |
| 15 septembre 1917 | Sommeina              | United Kingdom   | 3317    | Coulé     |
| 26 septembre 1917 | Acorn                 | United Kingdom   | 112     | Coulé     |
| 26 septembre 1917 | Port Victor           | United Kingdom   | 7280    | Endommagé |
| 6 octobre 1917    | Lamartine             | France           | 424     | Coulé     |
| 6 octobre 1917    | Le Coq                | United Kingdom   | 3419    | Endommagé |
| 2 novembre 1917   | Farraline             | United Kingdom   | 1226    | Coulé     |
| 27 novembre 1917  | Gladys                | United Kingdom   | 179     | Coulé     |
| 9 février 1918    | Fantoft               | Norvège          | 1034    | Coulé     |
| 19 septembre 1918 | Belliqueux            | France           | Inconnu | Coulé     |